# Isoxya basilewskyi
Isoxya basilewskyi är en spindelart som beskrevs av Benoit och Emerit 1975. Isoxya basilewskyi ingår i släktet Isoxya och familjen hjulspindlar. Inga underarter finns listade i Catalogue of Life.